# Stanisław Hońko
Stanisław Hońko – polski ekonomista, doktor habilitowany nauk ekonomicznych.

## Życiorys
W 2001 r. ukończył studia ekonomiczne w Politechnice Koszalińskiej, w 2007 r. obronił pracę doktorską pt. Koncepcja ostrożnej wyceny w rachunkowości, której promotorem był prof. Waldemar Gos, w 2015 r. habilitował się na podstawie pracy zatytułowanej Wycena w rachunkowości. Znaczenie, podstawy, parametry i zasady.
Został pracownikiem naukowym na Uniwersytecie Szczecińskim, oraz jest prezesem Stowarzyszenia Księgowych w Polsce.